# Bashar Abdullah
Bashar Abdullah (n. Ciudad de Kuwait, Kuwait, el 12 de octubre de 1977) es un exfutbolista kuwaití. Jugaba de delantero y su último club fue el Al Kuwait de la Liga Premier de Kuwait. También es considerado como uno de los jugadores más importantes en la historia de la selección nacional de su país, habiendo jugado un récord de 133 partidos y anotado 75 goles.

## Selección
Jugó 133 partidos internacionales con su equipo nacional y marcó 75 goles internacionales para Kuwait.

## Clubes
| Club                     | País                   | Año       |
| ------------------------ | ---------------------- | --------- |
| Al-Salmiya Sporting Club | Kuwait                 | 1994-2010 |
| Al-Hilal FC (Préstamo)   | Arabia Saudita         | 1998-1999 |
| Al Rayyan (Préstamo)     | Catar                  | 2001-2002 |
| Al Ain FC (Préstamo)     | Emiratos Árabes Unidos | 2002-2003 |
| Al Kuwait (Préstamo)     | Kuwait                 | 2004-2005 |
| Al Kuwait                | Kuwait                 | 2010-2011 |